# 유모토번
유모토번(일본어: 湯本藩 유모토한[*])은 일본 에도 시대 무쓰국 이와사키 군(磐前郡) 유모토 촌에 있던 번으로, 지금의 후쿠시마현 이와키시 일대에 위치했다.

## 번의 역사
1670년, 이와키 다이라 번의 2대 번주 나이토 다다오키의 은거에 따라 그 아들 나이토 요시무네가 번주에 취임하였다. 이때 그의 동생 도야마 요리나오에게 유모토 촌 주변의 1만 석 영지를 분할해 주면서 유모토 번이 세워졌다. 1676년, 요리나오가 유모토에서 유나가야로 전봉되면서 유모토 번은 폐지되었다.

## 번주
- 도야마 요리나오(遠山頼直) 재위 1670년 ~ 1676년

## 같이 보기
- 유나가야번
- 이와키 다이라 번